# Чемпионат Москвы по футболу 1921 (осень)
Чемпионат Москвы по футболу 1921 (осень) стал ХVII первенством, организованным Московской футбольной лигой (МФЛ).
Турнир главных команд (Класс «А») носил название Кубок Фульда.
Чемпионом во второй раз стал клуб КФ «Сокольники».

## Организация и проведение турнира
Состав участников класса «А» вновь, как и в предыдущем турнире, включал шесть участников. Место выбывшего в прошлом сезоне «Сокольнического» КЛ занял перешедший из класса «Б» клуб «Физическое воспитание».
Каждый из них мог выставить с этого сезона по четыре команды (всего 24 команды), участвовавших в розыгрыше традиционных кубков (Фульда, Вашке и Миндера).
Также впервые был подведен итог по сумме выступлений всех команд данного клуба в данном сезоне (весеннее и осеннее первенства) — так называемый «клубный зачет». Он получил в дальнейшем, уже при проведении после футбольной реформы 1923 года «пролетарских» футбольный первенств, большое значение (вплоть до признания его единственно важным — соревнования отдельных, в том числе и первых (главных), команд иногда бросались неоконченными, если они уже не влияли на положение клуба в «клубном зачете»).
В классе «Б» выступали 12 клубов (в двух подгруппах по 6 клубов с финалом между победителями), выставившие двенадцать I и II, и десять III команд. Они разыграли кубок Мусси и соревнования своего класса для младших команд.
По итогам первенства предусматривалась ротация клубов между классами «А» и «Б» с проведением матча между неудачником класса «А» и победителем класса «Б».
Таким образом, всего на семи соревновательных уровнях приняли участие 58 команд, представлявшие 18 клубов.
На высшем уровне (I команды класса «А») участвовали 6 команд
- КФ «Сокольники»
- «Замоскворецкий» КС
- СК «Замоскворечье»
- ОЛЛС
- «Мамонтовка»
- «Физическое воспитание»

## Ход турнира

### Турнирная таблица
| № | Команды                 | 1       | 2       | 3       | 4       | 5       | 6       | В | Н | П  | М       | О  |
| - | ----------------------- | ------- | ------- | ------- | ------- | ------- | ------- | - | - | -- | ------- | -- |
|   | КФ «Сокольники»         |         | 1:3 3:0 | 4:1 1:3 | 6:2 2:1 | +:- 3:1 | 4:1 5:2 | 8 | 0 | 2  | 29 — 14 | 16 |
|   | ОЛЛС                    | 0:3 3:1 |         | 2:6 1:0 | 3:1 1:0 | 4:0 4:1 | 5:2 +:- | 8 | 0 | 2  | 23 — 14 | 16 |
|   | СК «Замоскворечье»      | 3:1 1:4 | 0:1 6:2 |         | 0:1 0:4 | 8:0 4:2 | 3:0     | 6 | 0 | 4  | 28 — 15 | 12 |
| 4 | «Замоскворецкий» КС     | 1:2 2:6 | 0:1 1:3 | 4:0 1:0 |         | 4:2 -:+ | 7:0 4:0 | 5 | 0 | 5  | 24 — 14 | 10 |
| 5 | «Физическое воспитание» | 1:3 -:+ | 1:4 0:4 | 2:4 0:8 | +:- 2:4 |         | 2:0     | 3 | 0 | 7  | 10 — 27 | 6  |
| 6 | «Мамонтовка»            | 2:5 1:4 | -:+ 2:5 | 0:3     | 0:4 0:7 | 0:2     |         | 0 | 0 | 10 | 5 — 35  | 0  |

#### Дополнительный матч за I место
| 16 окт | КФ «Сокольники» | 6:0 | ОЛЛС | Москва |

### Матч «Чемпион — Сборная»
Традиционный матч был проведен 30 октября после завершения первенства; по окончании победителям был вручен кубок.
| 30 окт | КФ «Сокольники» | 0:5 | Москва               | Москва |
|        |                 |     | - К.Блинков - Исаков |        |

## Низшие уровни
- Младшие команды класса «А»
  - Кубок Вашке (II): победитель — «Замоскворецкий» КС — II
  - Кубок Миндера (III): победитель — ОЛЛС — III
  - Четвертые (IV): победитель — «Замоскворецкий» КС — IV
  - Клубный зачет: победитель — «Замоскворецкий» КС
- Кубок Мусси (I команды класса «Б»)
  - Подгруппа 1: победитель — «Рогожско-Симоновский» КС (прочие участники: «Гознак», «Рогожский» КС, РГО «Сокол», МКЛС, «Унион»)
  - Подгруппа 2: победитель — СОБС (прочие участники: «Гладиатор», «Благуша», «Сокольнический» КЛ, МКГ, «Перово»)
  - Финал: «Рогожско-Симоновский» КС 3:1 СОБС
  - Матч за право участия в классе «А»: «Рогожско-Симоновский» КС 5:0 «Мамонтовка»
    - II команды класса «Б»: финал — «Рогожско-Симоновский» КС — II 5:1 «Перово» — II
    - III команды класса «Б»: финал — «Рогожско-Симоновский» КС — III +:-[7] «Благуша» — III[8]